# Nupseroberea
Nupseroberea is een kevergeslacht uit de familie van de boktorren (Cerambycidae). De wetenschappelijke naam van het geslacht werd voor het eerst geldig gepubliceerd in 1950 door Breuning.

## Soorten
Nupseroberea omvat de volgende soorten:
- Nupseroberea atriceps Breuning, 1950
- Nupseroberea brevior (Jordan, 1894)
- Nupseroberea congoensis Breuning, 1950
- Nupseroberea ealensis Breuning, 1950
- Nupseroberea rubra Breuning, 1956